# Drahé tety a já
Drahé tety a já je česká filmová komedie natočená režisérem Zdeňkem Podskalským v roce 1974. Hlavní roli vytvořila Nataša Gollová spolu s Evou Svobodovou a Jiřím Hrzánem.

## Děj
Dvě starší tety, které žijí na venkově poblíž malého městečka, přivítají svou neteř Hermínku (Iva Janžurová), která k nim přijíždí na návštěvu se svým snoubencem Michalem (Jiří Hrzán), se kterým se tety nestačily seznámit. Kdosi v městečku vykrade spořitelnu a teta Františka, jako korunní svědek, musí vypovědět, co se stalo. Mezitím se teta Anděla seznámí s Michalem ne jako se snoubencem své neteře, ale jako s majitelem psa stejného, jako má ona. Potíž nastává ve chvíli, kdy se Františka setkává s Michalem, kdy on vstoupí do vykradené spořitelny a uklouzne po vysypaných švestkách a Františka ho považuje za zloděje. Obě tety se hned horlivě pustí na vlastní pěst do vyšetřování a pěkně případ zkomplikují tím, že Michala označí za pachatele a později, když zjistí, že se jedná o snoubence Hermínky, svou výpověď obracejí a vyšetřování pořádně komplikují. Všechno se hlavně komplikuje když tetičku Františku málem přejede rychlé auto a Hermínka to svede na Michala.

## Obsazení
| Nataša Gollová    | slečna Františka Toufarová zvaná Fany            |
| Eva Svobodová     | vdova Andělka Horáčková, Františčina sestra      |
| Iva Janžurová     | účetní Hermínka Sklenářová, neteř Fany a Andělky |
| Jiří Hrzán        | číšník Michal, snoubenec Hermínky                |
| Ota Sklenčka      | kriminalista kapitán SNB Jedlička                |
| Svatopluk Beneš   | drogista Vilda                                   |
| Jiří Koutný       | soused Tomeček                                   |
| Věra Bublíková    | pokladní spořitelny Svatoňová                    |
| Jan Faltýnek      | strážmistr VB                                    |
| Miriam Kantorková | hostinská                                        |
| Jan Skopeček      | železničář, manžel hostinské                     |
| Josef Hlinomaz    | houbař                                           |
| Mirko Musil       | pumpař Bouček                                    |
| Jiří Bruder       | nadporučík VB Bartoš                             |
| Karel Urbánek     | poručík VB Pácl                                  |
| Jana Švandová     | drogistova milenka                               |
| Stanislav Fišer   | kriminalista                                     |

## Tvůrci a štáb
- Režie: Zdeněk Podskalský
- Námět: Eva Jelínková
- Scénář: Zdeněk Podskalský
- Kamera: Miroslav Ondříček
- Vedoucí výroby: Ladislav Novotný
- Hudba: Václav Hybš
- Nahrál: Filmový symfonický orchestr (řídil Štěpán Koníček); Orchestr Václava Hybše (řídil Václav Hybš)
- Návrhy kostýmů: Irena Greifová, Stella Drozdová
- Architekt: Boris Moravec
- Zvuk: Josef Vlček
- Střih: Zdeněk Stehlík

## Produkční a technické údaje
- Pracovní název: Korunní svědkyně; Tety, ženich a pes aneb Drahé tety a já
- Copyright: 1974
- Premiéra: 
  - 26. února 1975 (festivalová, kino Světozor v Praze, 13. ročník Festivalu českých a slovenských filmů Praha)
  - 23. května 1975 (celostátní)
- Výroba: Filmové studio Barrandov
- Dramaturgická skupina: Miloš Brož (vedoucí)
- Výrobní skupina: Věra Třešková (vedoucí)
- Distribuce: Ústřední půjčovna filmů
- Formát: barevný – 16 mm, 35 mm – 1,66:1 – mono
- Jazyk: čeština
- Délka: cca 75 minut
- Ateliéry: Barrandov

## Zajímavosti
- Od své premiéry v květnu 1975 až do 31.12.1987 vidělo film v českých kinech v rámci 6 884 představení celkem 775 266 diváků.[1]